# فيليب شتاينر
فيليب شتاينر (بالألمانية: Philipp Steiner)‏ (20 ديسمبر 1986 بالنمسا - ) هو لاعب كرة قدم نمساوي في مركز الدفاع. لعب مع نادي ماترسبرغ ونادي فلوريدسدورفر ‏ وSC Neusiedl am See 1919 ‏.

## وصلات خارجية
- فيليب شتاينر على موقع قاعدة بيانات كرة القدم.إي يو (الإنجليزية)
- فيليب شتاينر على موقع Soccerway.com (الإنجليزية)
- فيليب شتاينر على موقع عالم كرة القدم.نت (الإنجليزية)